# Louise Brown
Louise Joy Brown (Oldham, Gran Manchester, 25 de juliol de 1978) és el primer nadó del món a ser concebut per fecundació in vitro.
Brown va néixer el 25 de juliol de 1978 a la ciutat anglesa d'Oldham, sent filla de Lesley i John Brown. Els seus pares havien estat intentant concebre-la durant nou anys, però sense èxit a causa del bloqueig de les trompes de Fal·lopi de Lesley. El 10 de novembre de 1977, Lesley Brown es va sotmetre al tractament a mans dels doctors Patrick Steptoe i Robert Edwards.
Paradoxalment, tot i que els Brown sabien que el procediment era experimental, els metges no els van anunciar que mai abans s'havia concebut una criatura mitjançant la fecundació artificial, provocant una situació "delictiva" pel fet d'haver amagat informació al pacient.
Brown va néixer a les 23:47h a l'Hospital General d'Oldham, a través d'una cesària ja prevista. La criatura va pesar 2,608 kg en el moment del part. El seu naixement fou gravat en vídeo. Té una germana, Natalie, també concebuda a través de fecundació in vitro.
Actualment, forma part de la plantilla de treballadors de correus. Prèviament havia estat infermera en una llar d'infants d'un centre de protecció de menors a Bristol.
Brown es va casar amb Wesley Mullinder el 4 de setembre de 2004. El 20 de desembre de 2006 va donar a llum un nen, després d'intentar quedar embarassada durant sis mesos. El nen va néixer a través de sistemes naturals: Cameron John Mullinder nasqué a Bristol, pesant poc menys de 2,721 kg. L'any 2013 naixia el segon fill, Aiden.